# Jhinkpani
Jhinkpani là một thị trấn thống kê (census town) của quận Pashchimi Singhbhum thuộc bang Jharkhand, Ấn Độ.

## Nhân khẩu
Theo điều tra dân số năm 2001 của Ấn Độ, Jhinkpani có dân số 11.835 người. Phái nam chiếm 51% tổng số dân và phái nữ chiếm 49%. Jhinkpani có tỷ lệ 55% biết đọc biết viết, thấp hơn tỷ lệ trung bình toàn quốc là 59,5%: tỷ lệ cho phái nam là 65%, và tỷ lệ cho phái nữ là 45%. Tại Jhinkpani, 15% dân số nhỏ hơn 6 tuổi.